# Echinopodium chiloense
Echinopodium chiloense är en tvåvingeart som beskrevs av Coher 1959. Echinopodium chiloense ingår i släktet Echinopodium och familjen svampmyggor. Inga underarter finns listade i Catalogue of Life.